# Antonio Rincon
Pour les articles homonymes, voir Rincón.
Antonio Rincón,  mort le 3 juillet 1541 est un diplomate français, d'origine espagnole. Il se marie à Anne Journée (qui se remarie ensuite à Ogier de Béthune), fille de Jean Journée, receveur de la cour au parlement de Dijon. 

## Contexte géopolitique
Antonio  Rincon, Seigneur de Germolles, prend part à la révolte des Comunidades de Castille contre Charles Quint, comme de nombreux membres de la petite et moyenne noblesse. Exilé en France il entre au service de François Ier avec la charge de Maître de l’Hôtel et devient Ambassadeur de France dans les pays roumains en 1522-23 puis  auprès de la Sublime Porte (Empire ottoman) entre 1538 et 1541, chargé de renouveler l’alliance avec Soliman le Magnifique. Il est assassiné avec César Fregoso sur le Pô aux environs de  Pavie sur ordre de l'empereur par le gouverneur du Milanais, Alfonso de Avalos (1502-1546), marquis del Vasto. Cet assassinat soulève une très grande émotion dans toutes les cours d'Europe. 

## Rôle
Antonio  Rincon a pris une part importante dans la diplomatie de François Ier. Pour contrer l'influence de Charles Quint le roi de France fait alliance d'abord avec les princes protestants allemands puis voyant que cette politique ne donne pas les résultats escomptés il se tourne vers l’Empire ottoman et Soliman le Magnifique. L'alliance de la France et de la Sublime Porte a pour but de prendre à revers les États que la maison de Habsbourg détient en Europe centrale. Cette alliance du Roi très chrétien et d'un souverain musulman fera un grand scandale en Europe.